# Boží muka (Stodůlky)
Boží muka ve Stodůlkách v Praze stojí v místní části Velká Ohrada na rozšířené křižovatce ulic Petrbokova a Pařízkova pod mohutnou lípou. Jsou chráněna jako nemovitá kulturní památka České republiky.

## Historie
Boží muka pocházejí pravděpodobně z počátku 18. století. Až do poloviny 20. století patřila Velká Ohrada, kde byla postavena, spolu s Malou Ohradou do katastru obce Řeporyje.

## Popis
Stavba čtvercového půdorysu má po stranách stejné hluboké niky. Nad profilovanou římsou je jehlancová střecha, krytá pálenými deskami. Na vrcholu stříšky je umístěn kovaný křížek.